# Недељко Бабић
Недељко Бабић (Лукавица код Милића, 25. јул 1948) српски је књижевник. Пише пјесме за дјецу, прозу и књижевну критику. Радио је у Државном документационом центру за истраживање ратних злочина. Књига „Љубовдан” у рукопису је награђена на конкурсу Министарства просвјете и културе Републике Српске за суфинансирање издаваштва у 2005. години.

## Биографија
Недељко Бабић рођен је 25. јула 1948. године у Лукавици код Милића. Живио је у Сарајеву до 3. априла 1992. године, а потом на Палама до краја 1999. године. Радио је у Државном документационом центру за истраживање ратних злочина. Од 2000. године живи у Београду.

## Дела
- Завичај (Свјетлост, Сарајево, 1973)
- Кривац је ухваћен (Веселин Маслеша, Сарајево, 1977)
- Помен (БИГЗ, Београд, 1996)
- Раздужбина (СРНА, Српско Сарајево, 1997)
- Крстовдан (Калеком, Београд, 2002)
- Бурски сонет (Књижевни фонд „Свети Сава”, Српско Сарајево, 2002)
- Први разред љубави (Књижевни фонд „Свети Сава”, Српско Сарајево, 2002)
- Коловр(а)т (Завод за уџбенике и наставна средства Источно Сарајево, 2005)
- Љубовдан (Завод за уџбенике и наставна средства Источно Сарајево, 2005)
- Претрес (Графика, Бања Лука, 2007)